# Dandenong Creek
Dandenong Creek är ett vattendrag i Australien. Det ligger i delstaten Victoria, omkring 25 kilometer sydost om delstatshuvudstaden Melbourne.
Runt Dandenong Creek är det i huvudsak tätbebyggt. Runt Dandenong Creek är det tätbefolkat, med 819 invånare per kvadratkilometer. Genomsnittlig årsnederbörd är 1 244 millimeter. Den regnigaste månaden är juli, med i genomsnitt 140 mm nederbörd, och den torraste är januari, med 49 mm nederbörd.